# Porreløg
Porreløg (Allium ampeloprasum), også skrevet Porre-Løg, er en flerårig, urteagtig plante (en løgvækst) med opret vækst og rødlige eller hvide blomster. Nogle individer danner endvidere småløg i blomsterstanden. Arten og især da dens underarter bruges i madlavningen. Hele planten indeholder de samme stoffer som kepaløg og hvidløg, men smagen er dog som meget milde hvidløg.

## Kendetegn
Porreløg er en flerårig, urteagtig plante med et løg som overvintringsorgan. Væksten er opret og slank, og de kraftige bladskeder støtter og afstiver den egentlige stængel. De grundstillede blade er linjeformede set på langs og v-formede set på tværs. Begge bladsider er blågrønne. 
Blomstringen foregår i juni-august, hvor man finder blomsterne samlet i en endestillet og kugleformet stand på den enlige stængel. Standen består af et stort højblad, flere hundrede blomster og - hos visse individer - små yngleløg. De enkelte blomster er 3-tallige og regelmæssige med mørkerøde, purpurrøde eller hvide blosterblade. Frugterne er kapsler med få frø.
Rodsystemet består udelukkende af trævlerødder, der alle udgår fra løgets bund. 
Vildformen af denne art kan blive op til 1,80 m høj, mens bredden er ganske meget mindre: op til 0,25 m.

## Udbredelse
Porreløg har sin naturlige udbredelse i Makaronesien, Nordafrika, Mellemøsten, Kaukasus samt det sydlige og vestlige Europa. Arten foretrækker lysåbne voksesteder med en grovkornet, veldrænet og kalkrig jordbund. 
I hvedemarkerne på Sicilien findes arten som ukrudtsplante sammen med bl.a. agergåseurt, alm. rajgræs, ærteblomst, bladløs fladbælg, blæresmælde, gul okseøje, gul rasleblomst, hedebjergmynte, Hypochoeris achyrophorus (en art af kongepen), italiensk oksetunge, jomfru i det grønne, liden sneglebælg, liden tvetand, mamelukærme, opret hønsetarm, pindsvinkamgræs, sandvikke, smalbladet kløver, stor hjertegræs og vild gulerod

## Underarter og varieteter
- Allium ampeloprasum subsp. ampeloprasum var. babingtonii
- Allium ampeloprasum subsp. ampeloprasum var. bulbiferum
- Allium ampeloprasum subsp. ampeloprasum var. holmense[2]

Porreløg anses for at være stamformen for følgende nytteplanter:
- Porre (Allium ampeloprasum, Syn. Allium porrum, Allium ampeloprasum subsp. ampeloprasum var. porrum), der bruges som gemyse, krydderi eller i salater.
- Perleløg (Allium ampeloprasum, Syn.: Allium porrum var. sectivum), der først og fremmest bruges som tilbehør i konserves.
- Kæmpehvidløg (A. ampeloprasum), med op til 60 g tunge løg, der bruges som erstatning for hvidløg, men med en tydeligt mildere smag.